# Mafiaön

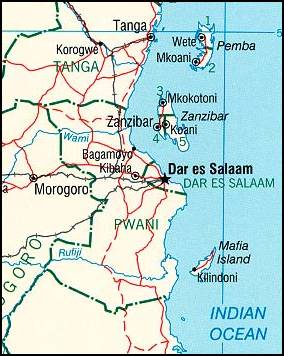
Kryddöarna utanför Tanzanias kust, med Mafiaön i söder.

Mafiaön (engelska Mafia Island, swahili Mafia Kisiwa) är en ö som tillhör Tanzania och är belägen i Indiska oceanen, strax utanför landets centrala kust. Ön är en del av de tanzaniska Kryddöarna och har en beräknad folkmängd av 46 437 invånare 2009 på en yta av 567,03 km², vilket inkluderar en del mindre öar runt huvudöns kust. Mafiaön är ett av sex distrikt i Pwaniregionen. Öns befolkning är i huvudsak sysselsatt med jordbruk, fiske och turism, och det enda urbana samhället är distriktets administrativa huvudort Kilindoni med 9 463 invånare vid folkräkningen 2002.
Namnet "Mafia" har inget med maffia att göra. Det kommer troligen antingen från arabiska morfiyeh med betydelsen ’grupp’ eller ’ögrupp’, eller från swahili mahali pa afya med betydelsen ’hälsobringande plats att vistas på’.

## Administrativ indelning
Distriktet är indelat i sju shehia:
- Baleni
- Jibondo
- Kanga
- Kiegeani
- Kilindoni
- Kirongwe
- Mibulani

Dessa är i sin tur indelade i mindre by- eller vägområden.

## Djurlivet
I havet kring ön hittas den sällsynta dugongen och på ön lever den utrotningshotade flyghunden Pteropus livingstonii som annars bara förekommer på Komorerna. Olika havssköldpaddor fortplantar sig på öns stränder. Skyddszonen i havet besöks mellan september och mars av valhajen på grund av mycket zooplankton och brunalger i regionen. Andra djur som simmar i havet kring ön är delfiner, knölvalar och rockor av släktet Manta.